# Danh sách trận động đất ở Nhật Bản

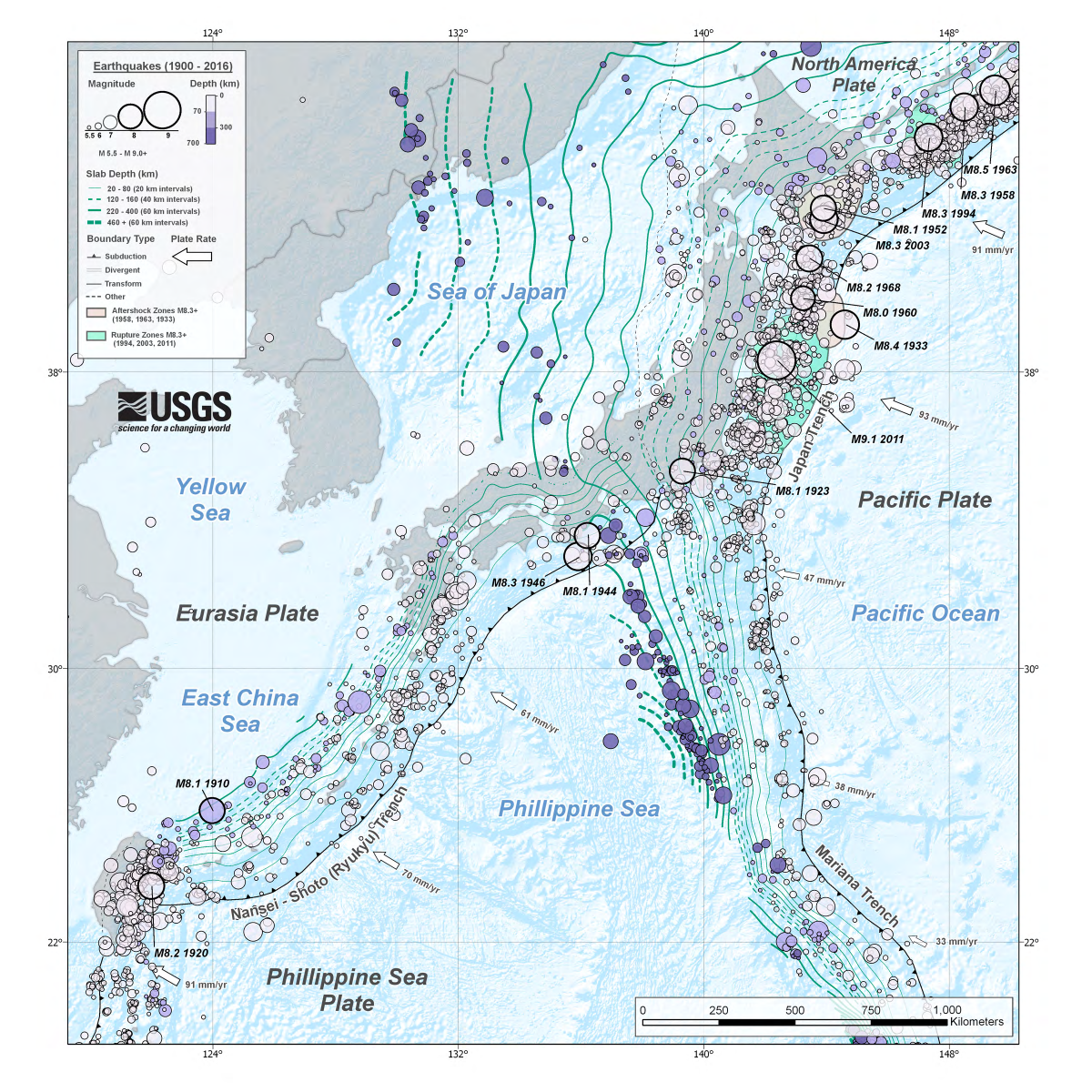
Động đất M5.5 + trên khắp Nhật Bản (1900-2016)
M7.0–7.9=163 EQs, M8.0+=14 EQs.

Đây là danh sách các trận động đất ở Nhật Bản với cường độ 6.0 richter trở lên (trừ khi trận động đất gây ra thiệt hại hoặc thương vong đáng kể). Danh sách hiện tại không đầy đủ và dữ liệu cường độ chính xác và đáng tin cậy là rất hiếm với các trận động đất xảy ra trước khi phát triển các thiết bị đo hiện đại.

## Thời kỳ Lệnh Hòa

### 2019
- 18 tháng 6: Ngoài khơi tỉnh Yamagata; cường độ 6.7 richter, tâm chấn độ sâu khoảng 10 km, MMI VII (Rất mạnh) và JMA 6+. 26 người bị thương.

### 2024
- 1 tháng 1: Bán đảo Noto, Ishikawa; cường độ 7.6 richter, tâm chấn độ sâu khoảng 16 km, MMI IX (Uy hiếp) và JMA 7.